# Heinkel He 170
O Heinkel He 170 é uma versão de exportação da versão militar do veloz Heinkel He 70. Similar ao He 70, o He 170 tinha um motor muito mais avançado. Várias unidades foram exportadas para a Hungria.